# Брежане Лекеничке
Брежане Лекеничке су насељено место у општини Лекеник, у Туропољу, Хрватска, до нове територијалне организације у саставу бивше велике општине Сисак.

## Становништво
| Националност       | 1991.        |
| Хрвати             | 279 (93,31%) |
| Срби               | 4 (1,33%)    |
| Југословени        | 1 (0,33%)    |
| остали и непознато | 15 (5,01%)   |
| Укупно             | 299          |